# Aeshna mixta
Aeshna mixta là loài chuồn chuồn trong họ Aeshnidae. Loài này được Latreille mô tả khoa học đầu tiên năm 1805.

## Hình ảnh

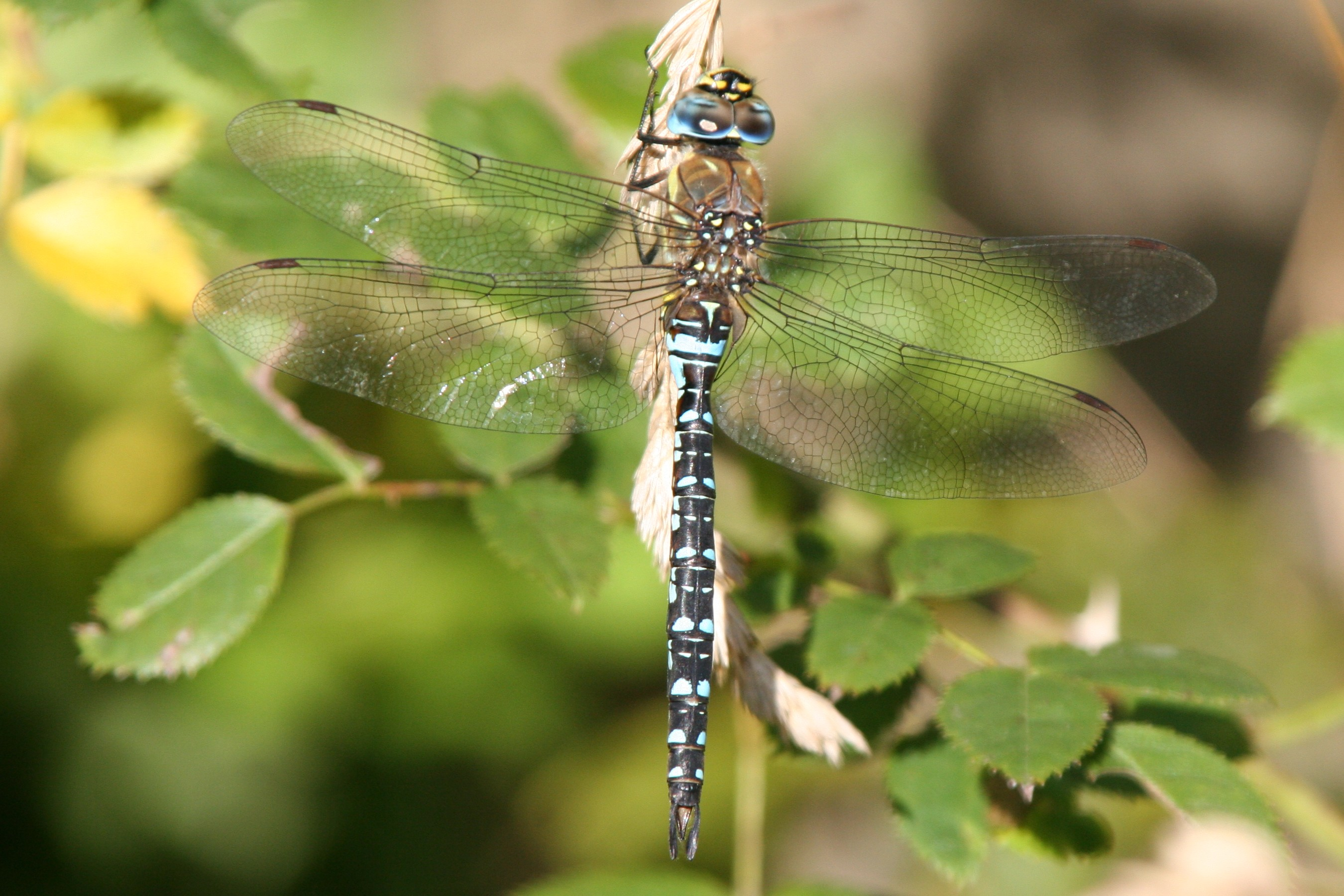
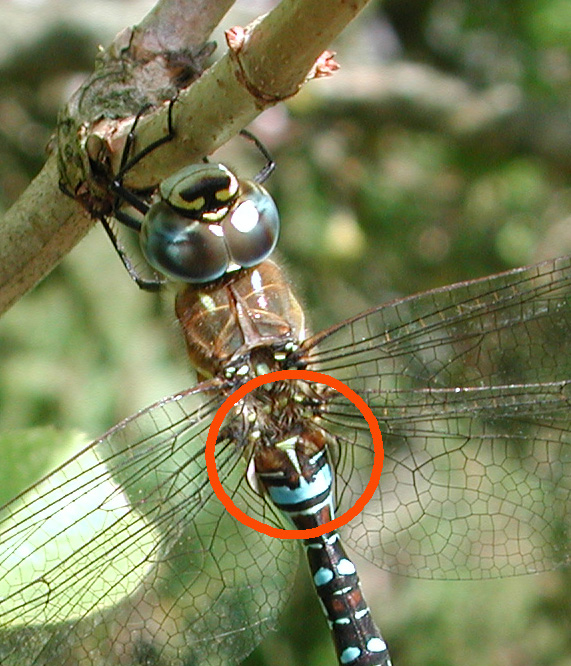
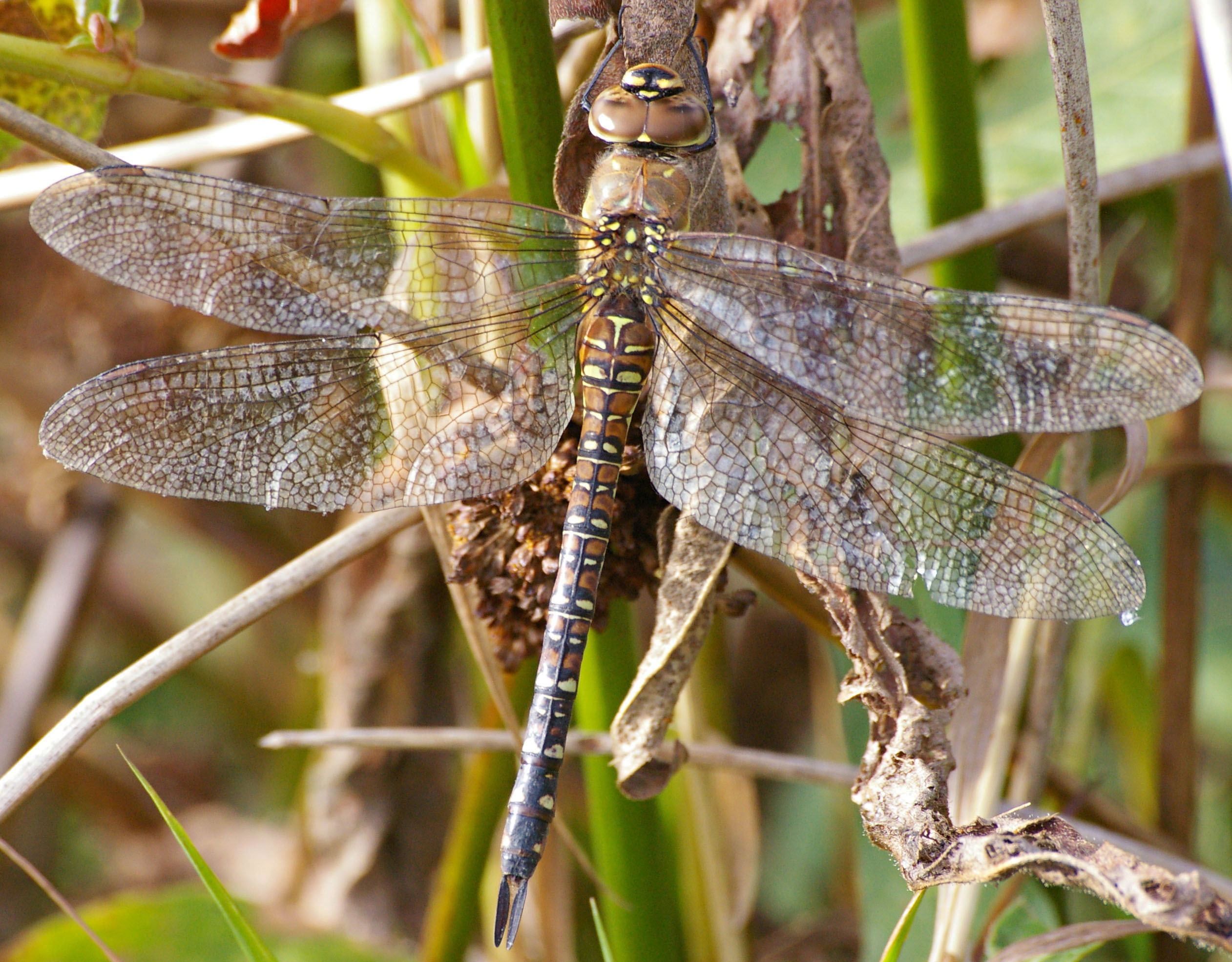
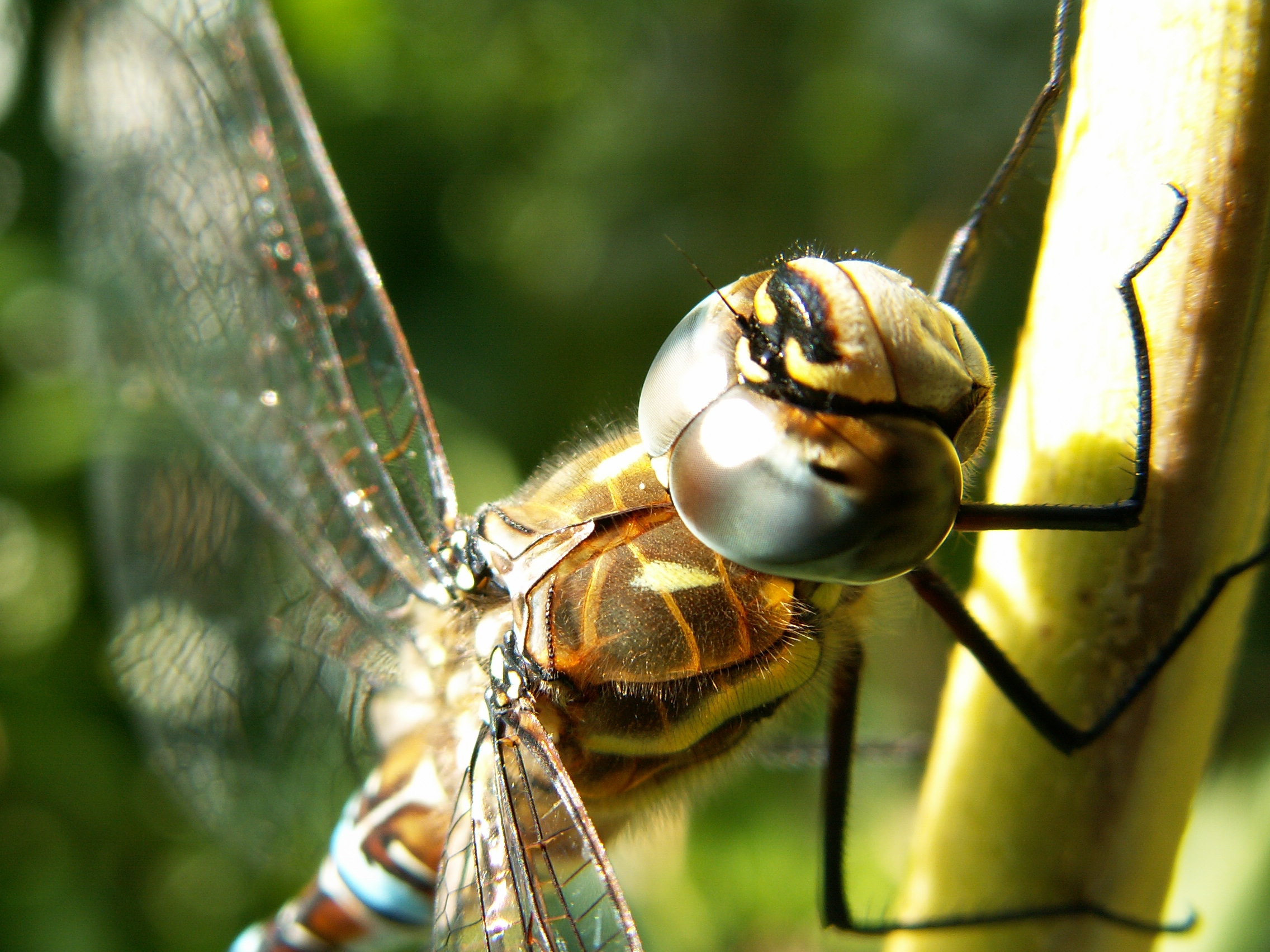